# Хаято Гокудэра
Хаято Гокудэра (яп. 獄寺 隼人 Гокудэра Хаято) — персонаж манги, а позднее и аниме под названием Katekyo Hitman Reborn!, 15-летний парень из Италии, который перевелся в класс Цуны, где становится одним из лучших учеников. Вступает в семью Вонголы и помогает юному Саваде стать десятым боссом. Является персонажем нескольких видеоигр, созданных по мотивам Katekyo Hitman Reborn!. Эксперт в динамите и бомбах. В будущем (через 10 лет с начала событий) становится «Ужасающей Правой Рукой» 10-го Босса Вонголы. Также, в будущем, создал свою собственную технику, основанную на понимании того, что может вызывать не только пламя урагана: система C.A.I. включает в себя несколько колец и коробочек разных видов (атрибутов урагана, дождя, солнца, облака и грозы), и барханную кошку (под действием «солнечной стимуляции» Кенгуру Солнца превращающуюся в нечто, похожее на леопарда), которую Гокудэра назвал Ури (яп. дыня). В режиме оружия Ури превращается в лук Первого Хранителя Урагана Вонголы. Хранитель «Кольца Урагана Вонголы».

## Прошлое
Его мать была подающей надежды пианисткой. Отец Бьянки, несмотря на то, что уже был женат, ухаживал за ней и добился взаимных чувств. Позже родился Хаято, но его мать отказалась выйти за отца, главу мафии, так как не хотела разрушать семью отца Хаято. Почти сразу Хаято объявили сыном матери Бьянки и запретили настоящей матери видеться с ним (кроме трёх раз в год). В день пятилетия Хаято она погибла в автокатастрофе. В восемь лет Хаято узнал о своём происхождении и ушёл из дома.
Прославился как «Динамит-Хаято». До встречи с Цуной был одиноким волком, никому не доверяющим, но во время битвы с Гаммой, плечом к плечу с Ямамото, понял, что, как правая рука Десятого, он должен быть примером для других хранителей колец Вонголы и стал больше доверять остальным и, в особенности, Ямамото, хотя к последнему относился всё так же агрессивно.
В начале манги/аниме пытался сразиться с Савадой, но после победы Цуны решил стать его «правой рукой». При виде сестры, Бьянки, падает с дикими болями в животе — в детстве она экспериментировала на нём со своей кулинарией. Свято верит во всякие паранормальные вещи, а также обожает науку.

## Отношения с другими персонажами

### Цуна
Отношением к Цуне похож на верного пса, свято преданному хозяину, но потом становится не просто правой рукой, а другом, разделяющим радость и горе со своим боссом. Сам Цуна сначала побаивался его и всячески старался от него избавиться, но когда Гокудэра должен был уехать работать в Италию по приказу первого хранителя урагана (на самом деле это была проверка для Хаято), Цуна признался, что тот стал его настоящим другом, с которым он бы хотел и дальше проводить время. Сам он несдержанный, всегда вступает в бой с теми, кто угрожает или пытается напасть на Цуну.

### Бьянки
Ненавидит её из-за того, что та угощала его отравленной едой в детстве. Во время путешествия в будущее выясняется, что причина глубже. Дело в том, что Бьянки является законным наследником, в то время, как Гокудэра — внебрачный ребёнок. Несмотря на это, в последний день перед отправкой в прошлое Бьянки показывает ему письма их отца матери Хаято и объясняет, что он был рождён любимый обоими родителями. Однако беспокоится о ней, когда узнает, что ведется охота на всех, кто связан с Вонголой (арка десятилетия).

### Ямамото
Вначале очень агрессивно к нему относится, называет «Бейсбольным придурком». Во время путешествия в десятилетнее будущее срывается на Ямамото и говорит, что терпел его только из-за Цуны, но позже во время битвы с Гаммой они мирятся, и Гокудэра понимает, что был не прав. Во время тяжелого ранения Ямамото семьёй Шимон злится и клянётся отомстить во что бы то ни стало.

### Рёхей
Проявляет недоброжелательность к Сасагаве Рёхею, дал ему прозвище «Торфяная бошка». В голове Сасагавы один «Экстрим», он ничего не боится, всегда рвется напролом и делает всё по-своему, чем ещё больше раздражает Гокудеру. Правда, в десятилетнем будущем во время битвы с Гаммой пытается спасти Сасагаву и отомстить за него, что говорит об изменении отношения к нему.

## Популярность и отзывы критиков
На основе образа Гокудэры были созданы различные сопутствующие товары, такие как брелки, наклейки и статуэтки. Персонаж постоянно появлялся в Top-5 официальных опросов Shonen Jump по популярности. В первом опросе он занял место на вершине топа в общей сложности с 3926 голосами. Во втором опросе, который был разделён на опросы по героям и злодеям, Гокудэра был оценён как третий по популярности персонаж, проиграв Цунаёси Саваде и Kёе Хибари. В третьем опросе по манге он был оценён как четвёртый по популярности персонаж мужского пола, в то время как в последнем он занял третье место, снова проиграв Цунаёси и Хибари. В четвёртом опросе будущее Гокудэры также появилось под номером шесть в результатах, когда поклонники голосовали касательно того, будущее каких персонажей они хотели бы увидеть. При рецензировании девятого тома манги Сэм Кюсак с popcultureshock.com положительно высказался о боях Гокудэры в данном томе, но отметил, что «реальными победителями» были Цунаёси и Мукуро Рокудо. В обзоре для сайта mangalife.com Майкла Аронсона по второму тому Гокудэра был отмечен как один из нескольких «странных персонажей», которые есть в серии. Manga-sanctuary увидел в его соперничестве с Ямамото избитость.